# Косцелінська долина

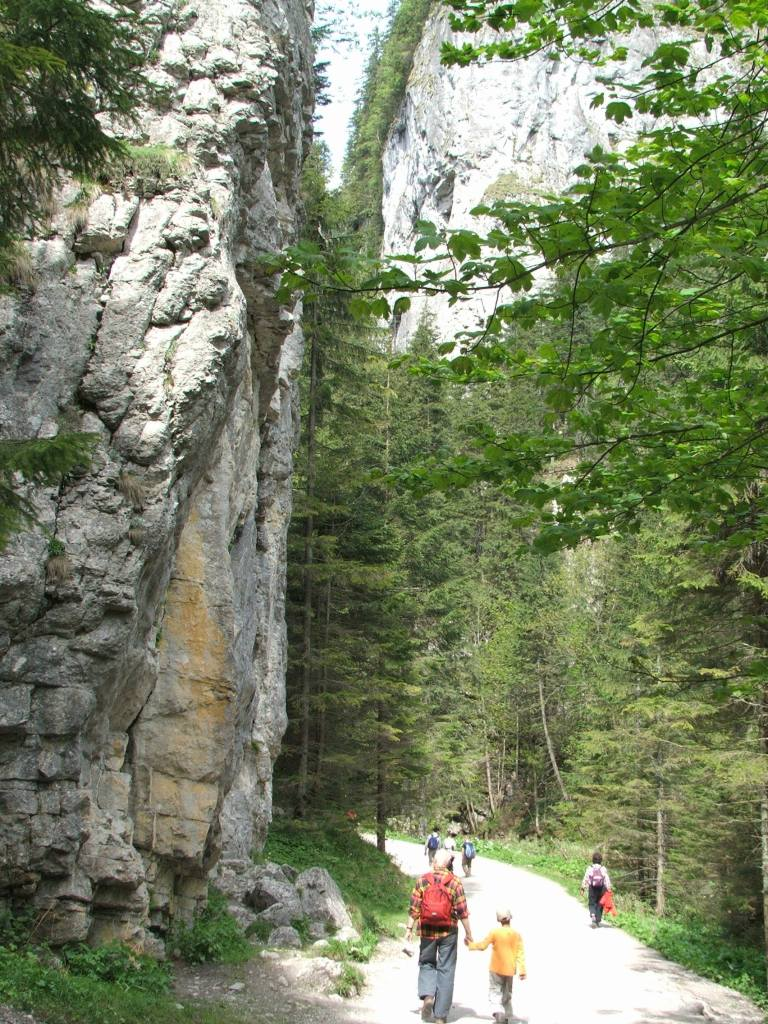
Косцелінська долина

49°15′14″ пн. ш. 19°52′01″ сх. д. / 49.2539° пн. ш. 19.8669° сх. д.
Косцелінська долина (пол. Dolina Kościeliska) — долина в польських Татрах. Є правою відногою долини Чорного Дунайця, до якої відходить в Кірах. Є другою за довжиною долиною польських Татр (після Хохоловської долини) і однією з найпривабливіших за кількістю вапнякових скель, ущелин, печер, а також історії. Одне з найвідвідуваніших туристами місць у Татрах.

## Галерея
|        |
| Долина |

|                                        |
| Раптавийькі Турні (Raptawickie Turnie) |

|        |
| Долина |

|                |
| Вид із Бистрої |

|       |
| Орнак |

|  |
|  |

|  |
|  |

|  |
|  |

|                   |
| Озеро Смерчинське |